# Aníbal Cavaco Silva
Aníbal António Cavaco Silva (Boliqueime, 15 luglio 1939) è un politico portoghese, appartenente al Partito Social Democratico.
Primo Ministro dal 6 novembre 1985 al 28 ottobre 1995, all'inizio del 2006 è stato eletto Presidente della Repubblica ed è stato riconfermato nel 2011. Il suo incarico di Presidente della Repubblica è finito nel 2016 quando viene eletto come suo successore Marcelo Rebelo de Sousa.
È sposato dal 20 ottobre 1963 con Maria Alves da Silva ed ha due figli: Bruno e Patricia Maria.

## Carriera accademica
Cavaco Silva si è laureato ed è stato docente presso l'Instituto Superior de Economia e Gestão (l'attuale Instituto Superior de Economia e Gestão) e ha ottenuto il dottorato in economia presso l'Università di York nel 1974. Al ritorno in Portogallo, ha lavorato all'Instituto de Ciências Económicas e Financeiras, all'Universidade Nova de Lisboa, all'Università Cattolica del Portogallo e al Banco de Portugal per cui è stato Direttore del Dipartimento di Studi Economici.

## Ministro delle Finanze e Programmazione economica
Cavaco Silva ha occupato la carica di Ministro delle Finanze e Programmazione economica nel governo di Francisco Sá Carneiro, nel 1980, guadagnosi la reputazione di economista liberale. Dopo la morte del primo ministro in un incidente aereo, rifiutò di proseguire nel suo incarico nel secondo governo formato dall'Aliança Democrática, guidato da Francisco Pinto Balsemão nel 1981.

## Leader del PSD e Primo Ministro
È stato eletto presidente del PSD il 2 giugno 1985 nel congresso di Figueira da Foz.
Le seguenti elezioni politiche furono complicate dalla presenza di un nuovo partito politico, il Partido Renovador Democrático (PRD) fondato dal Presidente della Repubblica uscente, il generale António Ramalho Eanes, dalla moglie Manuela Eanes e da diversi simpatizzanti. Il PRD ottenne 45 seggi dei 250 totali, a spese di tutti i partiti eccetto il PSD. Nonostante il partito capeggiato da Cavaco Silva avesse conseguito meno del 30% dei voti e appena 88 deputati, il PSD era l'unico partito tradizionale a non subire un arretramento sostanziale. Cavaco Silva fu nominato Primo Ministro dal Presidente Eanes il 6 novembre 1985.
Gli aumenti degli stipendi nella Pubblica Amministrazione, i tagli delle imposte e la liberalizzazione economica, compresa la privatizzazione di imprese pubbliche, diedero origine a una crescita economica apprezzabile, che fece aumentare la popolarità di Cavaco Silva. Il Parlamento, però, era controllato dall'opposizione. Nella maggior parte delle votazioni, il PSD poteva contare nei 22 voti del Centro Democrático Social (CDS), ma i due partiti insieme potevano contare soltanto su 110 seggi, 16 in meno della maggioranza assoluta. Il Partido Socialista e l'Aliança Povo Unido avevano rispettivamente 57 e 38 deputati, che non sembravano disposti ad appoggiare il governo. Cavaco Silva poteva governare solo grazie ai 45 deputati del PRD. Intanto, nel 1987, il PRD approvò con il PS e l'APU una mozione di sfiducia all'esecutivo, provocando la sua caduta e spingendo il neoeletto Presidente della Repubblica Mário Soares alle elezioni anticipate.

### Prima maggioranza assoluta
Con un risultato che stupì anche i militanti più ottimisti, i socialdemocratici di Cavaco Silva ottennero il 50,22% dei voti e 148 dei 250 deputati. Il secondo e il terzo partito più votati furono il PS, con solo 60 deputati, e la Coligação Democrática Unitária con 31. Il CDS e il PRD furono praticamente eliminati dalla vita politica portoghese, ottenendo rispettivamente 4 e 7 seggi. Per la prima volta nella storia del Portogallo democratico un solo partito otteneva la maggioranza assoluta.

### Seconda maggioranza assoluta
Le elezioni del 1991 furono un nuovo trionfo per Cavaco Silva, che ottenne la più grande maggioranza di sempre della democrazia portoghese (50,60%).
La politica economica del governo fu contestata dall'opposizione: Cavaco Silva rispose con una frase rimasta celebre: "Lasciatemi lavorare", ed espresse la sua teoria delle forze di blocco. Secondo il premier, coloro che si opponevano, non concordavano o criticavano le sue politiche facevano parte di queste forze. Tra i "bloqueadores" furono inclusi, sia pure non apertamente da Cavaco Silva, l'allora Presidente della Repubblica Mario Soares, che con le sue Presidenze Aperte dava spazio alla contestazione che si faceva sentire nel Paese e Sousa Franco, Presidente della Corte dei Conti ed ex Presidente del PSD, che contestò spesso i bilanci presentati dal Governo di Cavaco Silva.

## Dimissioni dal Governo ed Elezioni Presidenziali
Cavaco Silva decise di non guidare il suo partito alle elezioni del 1995. Nel congresso del PSD fu eletto come suo successore e candidato premier Fernando Nogueira, fino ad allora Ministro della Difesa. Nelle successive elezioni politiche, il PSD perse 48 seggi e il PS guidato da António Guterres fu il vincitore.

### Elezioni Presidenziali del 1996
Si candida alle presidenziali, dove viene sconfitto da Jorge Sampaio.
Primo turno (14 gennaio 1996)
| Candidato         | voti      | %     |
| Jorge Sampaio     | 3.035.056 | 53,91 |
| Cavaco Silva      | 2.595.131 | 46,09 |
| Jerónimo de Sousa | rinunciò  |       |
| Alberto Matos     | rinunciò  |       |

## Nuova candidatura
Il 20 ottobre 2005 ha annunciato la sua candidatura alle Elezioni Presidenziali Portoghesi del 2006, ricevendo l'appoggio del PSD e del CDS-PP. I suoi avversari furono Francisco Louçã (appoggiato dal Bloco de Esquerda), Manuel Alegre (candidato indipendente del PS), Garcia Pereira (appoggiato dal Partito Comunista dei Lavoratori Portoghesi), Jerónimo de Sousa (appoggiato dal PCP e dal PEV) e Mario Soares (candidato ufficiale del PS).
Ha vinto le elezioni al primo turno, il 22 gennaio 2006 con il 50,54% dei voti.

### Elezioni Presidenziali del 2006
Primo turno (22 gennaio 2006)
| Candidato         | voti      | %     |
| ----------------- | --------- | ----- |
| Cavaco Silva      | 2.773.431 | 50,54 |
| Manuel Alegre     | 1.138.297 | 20,74 |
| Mário Soares      | 785.355   | 14,31 |
| Jerónimo de Sousa | 474.083   | 8,64  |
| Francisco Louçã   | 292.198   | 5,32  |
| Garcia Pereira    | 23.983    | 0,44  |

## Presidenza della Repubblica
Ha preso possesso della sua carica, giurando sulla Costituzione all'Assembleia da República il 9 marzo 2006, in una cerimonia cui hanno preso parte gli ex-Presidenti Ramalho Eanes e Mário Soares, il Principe delle Asturie, l'ex Presidente degli Stati Uniti, George H. W. Bush, il Presidente di Timor Est, Xanana Gusmão e altre personalità portoghesi e straniere. Va sottolineato il fatto che Cavaco Silva è il primo presidente di destra dal ritorno della Democrazia nel 1974.
Il suo primo atto ufficiale da Presidente è stato quello di decorare il suo predecessore, Jorge Sampaio, con il gran collare dell'Ordem da Liberdade.

## Elezioni del 2011
Si ricandida per un nuovo mandato presidenziali, e vince le elezioni ottenendo il 52,95% e risultando il più votato in tutti i distretti portoghesi più gli arcipelaghi.

### Elezioni Presidenziali del 2011
Primo turno (23 gennaio 2011)
| Candidato          | voti      | %     |
| ------------------ | --------- | ----- |
| Cavaco Silva       | 2.231.956 | 52,95 |
| Manuel Alegre      | 831.838   | 19,74 |
| Fernando Nobre     | 593.021   | 14,07 |
| Francisco Lopes    | 301.017   | 7,14  |
| José Manuel Coelho | 189.918   | 4.51  |
| Defensor Moura     | 67.110    | 1,59  |

## Controversie
Il 10 giugno del 2008 nell'ambito delle commemorazioni per il Giorno del Portogallo, di Camões e delle Comunità Portoghesi all'estero, Cavaco Silva, fu interrogato sullo sciopero degli autotrasportatori (causato dagli aumenti di prezzi) di quello stesso giorno che bloccava il confine con la Spagna da Nord a Sud. Il Presidente, dribblando la questione, ha sottolineato che la cosa più importante era "prima di tutto, la Razza, il giorno della Razza, il Giorno del Portogallo, di Camões e delle Comunità Portoghesi all'estero". 
Queste dichiarazioni furono contestate dai partiti di sinistra, tra cui il Bloco de Esquerda e il Partito Comunista Portoghese, siccome quell'espressione citata fu utilizzata da Antonio Salazar durante la sua dittatura militare. La frase, come sottolineano i partiti di sinistra, è incostituzionale, perché presuppone una superiorità razziale.
Quando  José Saramago, l'unico Premio Nobel della Letteratura portoghese, morì nel 2010, Cavaco Silva, che si trovava in vacanza alle Azzorre, non tornò a Lisbona per presiedere alle esequie di colui che lo aveva etichettato  come un "campione di banalità". 
Una nuova controversia si verificò il 2 gennaio  2012, quando Silva dovette fare chiarezza sul suo stipendio da Presidente e sulla sua pensione, lasciando molta ambiguità sulla cifra esatta.

## Onorificenze

### Onorificenze portoghesi
Come Presidente della Repubblica:
Personalmente è stato insignito del titolo di: